# Barbora Pipášová
Barbora Pipášová (* 4. května 1985 Třebíč) je česká psychoterapeutka a politička, členka Pirátů.

## Osobní život a kariéra
Narodila se v roce 1985 v Třebíči. Vyrůstala v Jaroměřicích nad Rokytnou a v Blatnici. Později se přestěhovala Moravských Budějovic. Absolvovala studium sociální práce na Univerzitě Hradec Králové, získala bakalářský titul a deset let poté v oboru pracovala, například na Ministerstvu práce a sociálních věcí. Poté na Pražské vysoké škole psychosociálních studií absolvovala i magisterské studium sociální práce se specializací na komunikaci a aplikovanou psychoterapii. V roce 2020 začala pracovat jako psychoterapeutka ve výcviku pro děti a dospívající, kromě toho je psychoterapeutkou při své soukromé praxi, kde se věnuje psychoterapii dospělých.
Mezi její koníčky patří četba, divadlo, sport (zejména jízda na kole) a cestování. Má jednoho syna.

## Politické působení
V roce 2022 začala působit jako místopředsedkyně Komise školské, sociální a prevence kriminality rady města Moravských Budějovic. V roce 2023 se stala členkou České pirátské strany, téhož roku se stala předsedkyní místní organizace na Třebíčsku a na konci roku 2024 se stala předsedkyní organizace Pirátské strany v Kraji Vysočina. V krajských volbách v roce 2024 kandidovala na 3. místě kandidátní listiny Pirátů na funkci zastupitelky kraje, ale nebyla zvolena (strana nezískala žádný mandát). Ve sněmovních volbách v roce 2025 je lídryní kandidátní listiny Pirátů v Kraji Vysočina. Stala se tak jedinou lídryní strany v těchto volbách, která je žena.
V rámci svého politického působení se angažuje zejména v problematikách duševního zdraví a vzdělávání.